# Павлинка (пьеса)
«Павлинка» ― пьеса Янки Купалы, комедия в двух актах, написанная в 1912 году. Впервые выпущена отдельным изданием в 1913 году в Петербурге белорусским издательством «Заглянет солнце и в наше оконце».
В пьесе «Павлинка» решается мотив разоблачения шляхетской гоноровости и ограниченности. Действие разворачивается вокруг дочери Степана Криницкого ― Павлинки, деревенского учителя Якима Сороки и шляхтича Адольфа Быковского. Павлинка и Яким — представители молодого поколения — олицетворяют его лучшие черты, его стремления к новому образу жизни.

## История создания

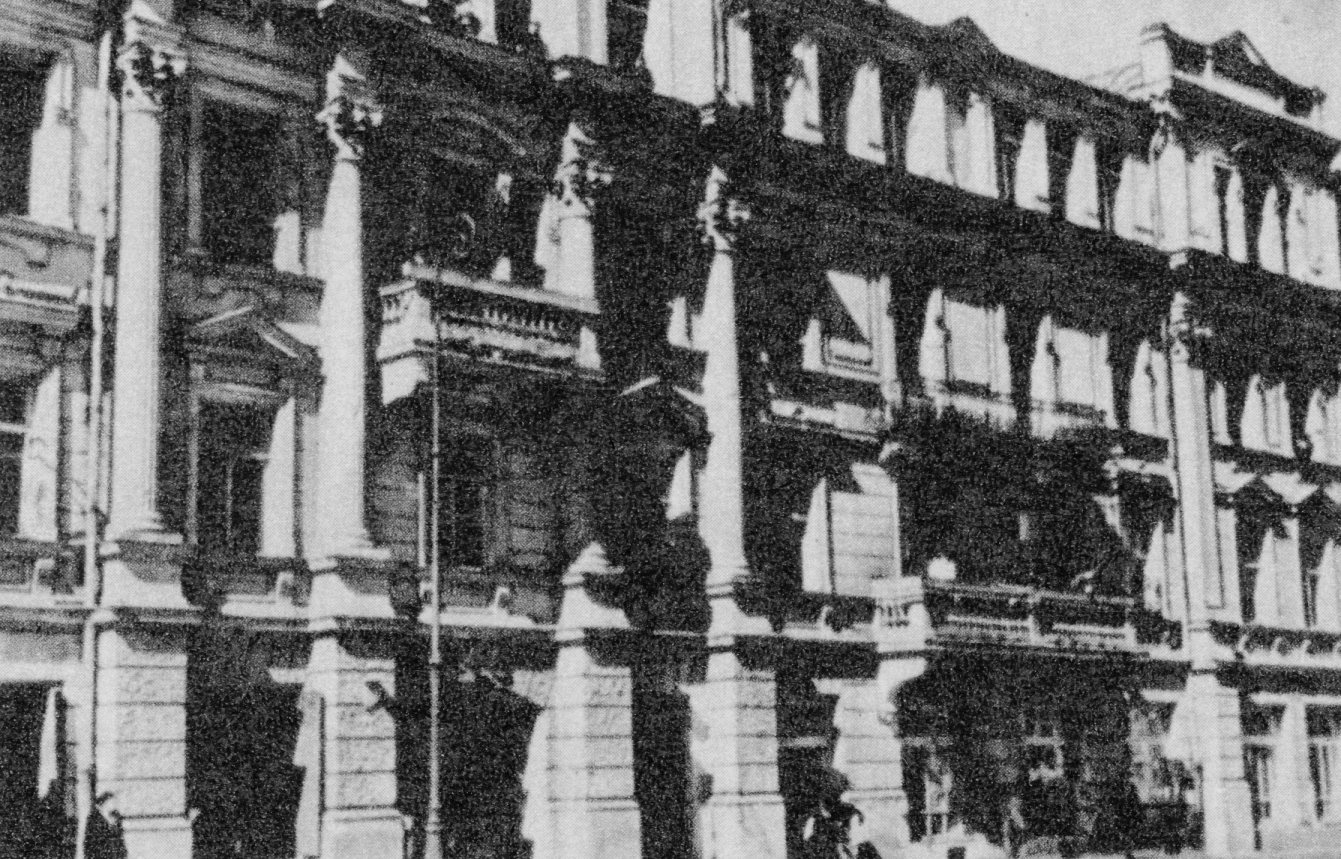
Дом в Вильно, где находился рабочий клуб «Сокол», в котором состоялась первая постановка пьесы «Павлинка»

Комедия написана Янкой Купалой в 1912 году в фольварке Акопы на Логойщине. Это была первая комедия, созданная Купалой, и вообще первая его пьеса. Ранее написанные «Извечная песня» и «Сон на кургане» были более поэмами, чем пьесами, а «Павлинка» предназначалась для сцены.
Поэт будто откликнулся на предложение Максима Горецкого, который в статье «Наш театр» призвал создавать пьесы на благо белорусского Возрождения: «Покажите белорусу со сцены, кто он, чем он был, что он сейчас, чем бы он мог быть, позовите его со сцены к новой жизни, ― и Боже милый! ― Этот горемыка белорус, убедившись, уже найдет возможности порвать цепи рабства…». Близким мировоззрению Купалы стал и «план действий» белорусского драматурга, намеченный Горецким, в соответствии с которым автор должен показать белорусу, «в которой пуще он бродит и где лежит ему дорога на поле, широкое-далекое, родное поле свободной жизни».
Пьеса, написанная в начале XX века, уже имела своих предшественников. «Быковские» своего времени сатирически рисовались в «Пинской шляхте» В. Дунина-Марцинкевича, «Модном шляхтиче» К. Каганца.
На русский язык пьесу перевели И. Пикулёв и Л. Раковский, на украинский ― П. Тычина с Т. Масенко, на латышский ― Вл. Пигулевский, на болгарский ― С. Владимиров.

## Сюжет пьесы
Комедия рассказывает о конфликте нового и старого поколения застенковой шляхты. Не вынося действия пьесы за стены хаты мелкого шляхтича Степана Криницкого, используя, казалось бы, не новый, традиционный конфликт между родителями и детьми. Купала наполняет свою комедию весьма значимым социальным содержанием, далеко выходящим за границы семейного конфликта.
События в пьесе происходят в доме Криницких в два осенних вечера. В первый из них Павлинка, пока не вернулись с рынка её родители ― Степан и Альжбета Криницкие, ― встречается со своим любимым, учителем Якимом Сорокой. После их возвращения вскоре в дом заявляются родственник Пранцись Пустаревич с женой Агатой, принимающие активное участие в событиях. Назавтра, после ярмарки, у Криницких проводится вечеринка. Кроме Пустаревичей, сюда приходит заносчивый шляхтич Адольф Быковский, собирающийся свататься к Павлинке, и другие гости.
В центре событий ― умная, остроумная, острая на язык Павлинка. Свободная, она способна постоять за себя, за свою любовь, идет в жизнь самостоятельной дорогой. Но на пути влюбленных стоят патриархальные, консервативные силы. И хотя нелегко Павлинке противостоять этим обычаям и традициям, тем более, что носителями их являются её родители, близкие ей люди, девушка находит в себе силы не подчиниться родительской воле. Она готова даже бежать из дома. В финале пьесы, который звучит драматично (учителя Якима Сороку арестовали по доносу Степана Криницкого), Павлинка называет отца и таких, как Пустаревич, «зверями слепыми».

## Действующие лица
- Степан Криницкий ― застенковый шляхтич, 45 лет;
- Альжбета ― его жена, 40 лет;
- Павлинка ― дочь Криницких, 19 лет;
- Пранцись Пустаревич ― свояк Криницких, 50 лет;
- Агата Пустаревич ― его жена, 43 года;
- Яким Сорока ― учитель, 25 лет;
- Адольф Быковский ― 24 года;
- Гости, музыканты.

## Сценическая история пьесы

Белорусский драматический кружок. В центре Янка Купала.1913

Среди купаловских пьес «Павлинка» имеет самую богатую сценическую историю. Комедия щедро украшена национальным колоритом, народным юмором и своеобразными признаками драматических коллизий начала XX века.
Впервые была поставлена в присутствии автора 27 января 1913 года в Вильно в рабочем клубе «Сокол» Белорусским музыкально-драматическим кружком (режиссёр Алесь Бурбис). Исполнительницей роли Павлинки стала Софья Маркевич (Маркевичанка). На спектакль 1 февраля отозвалась белорусская газета «Наша нива».
Янка Купала прочитал пьесу на одной из молодёжных петербургских вечеринок у профессора Бронислава Эпимах-Шипилы на Васильевском острове. Договорились собрать денег и поставить пьесу. Представление состоялось силами белорусских студентов 9 февраля 1913 года в петербургском клубе «Пальма», где роль Павлинки исполняла Павлина Мядёлка.
В «Нашей ниве» 20 февраля 1913 года Алесь Гурло опубликовал заметку «Беларускае ігрышча ў Пецярбургу», где отмечал успех спектакля.

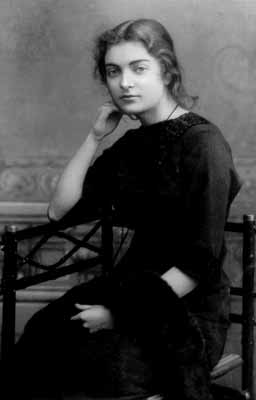
Павлина Мядёлка

Летом 1913 года Флориан Жданович с музыкантом и этнорафом Аркадием Смоличем и редактором «Нашей нивы» Александром Власовым организовали в Минске театральный кружок. Свою работу он начал с репетиции купаловской «Павлинки» в саду родителей актрисы Т. Русецкой. В Минске представлять пьесу не разрешили, и спектакль 13 августа 1913 года показывался в пожарном здании в Радошковичах (режиссёр ― Флориан Жданович). Прошёл он с большим успехом, присутствовал и сам Янка Купала.
В апреле 1917 года спектаклем начал деятельность Первого товарищества драмы и комедии с художественным руководителем Ф. Ждановичем, из которого фактически вырос БДТ-1, а потом театр, называющийся ныне Купаловским театром.
Первое белорусское общество драмы и комедии поставило в 1917 году «Пинскую шляхту» В. Дунина-Марцинкевича, «Павлинку», «Разорённое гнездо» Янки Купалы.
В октябре 1917 года, по дороге из Киева в Жорновку Игуменского уезда, на сцене Минского городского театра (ныне Национальный академический театр имени Янки Купалы) в составе труппы Первого товарищества белорусской драмы и комедии в «Павлинке» сыграла Павлина Мядёлка. Спектакль давался для съезда солдатских депутатов армий Западного фронта.
Не все, однако, воспринимали пьесу восторженно. Франтишек Олехнович, например, считал, что «Павлинка» «…не законченное с художественной стороны драматическое произведение. Психология действующих лиц затронута лишь поверхностно, драматическая интрига простенькая, а развязка какая-то неудачная».
Пытаясь исправить пьесу, Франтишек Олехнович (автор 17-ти пьес) дописывает к ней целый акт под названием «Сватовство Павлинки».
А ещё позже, в 1937 году, с ведома автора режиссёром была введена сцена, где Павлинка читает отрывок из «Песни о Соколе» Максима Горького.
Значительным театральным событием стала постановка Белорусским государственным театром (БДТ-2) в 1936 году на гастролях в Бобруйске «Вечера белорусских водевилей», куда вошли пьесы «Пинская шляхта» В. Дунина-Марцинкевича и «Павлинка» с «Примаками» Купалы.
В 1952 году «Павлинку» поставил Пинский областной драматический театр, в 1971 году ― Могилёвский областной драматический театр, в 1979 году ― Гродненский областной драматический театр.
«Павлинку» подсказала Янке Купале практика вечеринок: на белорусских представлениям должно быть весело, остроумно. Там должны быть песни, танцы, шутки, там раскрывается душа белоруса. Обычные жители белорусского села под его пером превратились в яркие образы-типы.
Традиционно «Павлинкой» открывает сезон Белорусский национальный театр имени Янки Купалы. Впервые купаловской труппой пьеса была показана в 1944 году в Томске (режиссёр Лев Литвинов), где театр находился в эвакуации. Павлинку играла 40-летняя Лариса Кошельникова (1904—1980). В финале Павлинка, узнав об аресте Якима, кричит: «Якімку майго арыштавалі, зорачку маю ясную арыштавалі!», — и падает в беспамятстве. Режиссёр счёл, как и Франтишек Олехнович, финал неудачным, и в результате Павлинка и Яким, взявшись за руки, сбегают из села навстречу новой жизни. Так теперь купаловцы «Павлинку» и играют.
С того времени сменилось не одно поколение актёров, но по-прежнему история о девушке, против отцовской воли выбравшей себе суженого, а также крылатое «тудэма-сюдэма» ― любимы публикой.
В роли Павлинки на сцену купаловского театра выходили Зоя Белохвостик, Светлана Зеленковская, Юлия Шпилевская, Алла Долгая, Екатерина Олейникова, Марта Голубева, Юлиана Михневич.
Белорусский союз театральных деятелей основал премию «Хрустальная Павлинка» ― за лучшие актёрские работы и спектакли.
Белорусский композитор Юрий Семеняко в 1973 году написал по мотивам комедии «Павлинка» оперетту в 2-х действиях. Либретто сочинил поэт Алесь Бачило. Интересны арии героев, ― так, например, пан Быковский поёт на ломаном польском языке.

## В кинематографе
В 1952 году вышел на экраны фильм-спектакль «Павлинка» (режиссёр Александр Зархи) с участием актёров купаловского театра. Роль Павлинки исполняла Лилия Дроздова.
В 1972 году по сценарию Андрея Макаёнка режиссёром Юрием Цветковым на киностудии «Беларусьфильм» поставлен полнометражный цветной музыкальный фильм под названием «После ярмарки». Роль Павлинки исполняла Людмила Сенчина.